# Obrana Topuskog 1991.
Obrana Topuskog je skup borbenih aktivnosti koje su poduzele hrvatske snage početkom Domovinskog rata radi obrane grada Topuskoga. Topusko je pretrpjelo velika razaranja. Zbog slabe naoružanosti hrvatskih snaga, još uvijek nepovoljnog međunarodnog okružja, velike nadmoći u tehnici i ljudstvu velikosrpskih osvajača, snažne pete kolone odnosno brojnih pobunjenika, grad je pao u ruke osvajača.

### Uvodne okolnosti
Općenite okolnosti u Hrvatskoj i okružju, te događaji iz krajeva susjednih Topuskom.
17. ožujka osnovano Srpsko kulturno društvo "Sava Mrkalj", a pozdravne poruke uputili su im Jakov Blažević, Kulturna zajednica Srbije, Udruženje za istinu o Kosovu "Božur" i Sekcija kordunaških divizija iz Beograda i Novog Sada.
Rujna 1990. godine legalne hrvatske vlasti uspostavile su policijsku postaju na kojoj su na ploči postaje istaknuli hrvatski državni grb koji su, kao i svaki hrvatski grb, antidemokratske i velikosrpske snage nazivale ustaškim. Na to su se Srbi iz Petrinje i okolnih sela naseljenih Srbima okupili i pobunili. Oružano su napali hrvatsku policijsku postaju i pokušali uzeti oružje iz nje. Ovaj je odmetnički ispad suzbijen. Iznimna hrabrost petrinjskih policajaca odigrala je tu veliku ulogu, kao i ispomoć postrojbe iz Zagreba koja je došla pomoći petrinjskim kolegama.
29. studenoga 1990. pripadnici MUP-a Hrvatske uhitili u Dvoru na Uni Željka Ražnjatovića, zvanog Arkan, i priveli istražnom sucu u Zagrebu.
5. siječnja 1991. tzv. SUP Krajine obavijestio MUP Republike Hrvatske da su policijske postrojbe Knina, Obrovca, Benkovca, Gračaca, Donjeg Lapca, Titove Korenice, Dvora na Uni, Gline, Kostajnice i Vojnića ušli u sastav tzv. SUP-a Krajine. Ova je objava najavila zakuhavanje stanje oko Petrinje, jer su obližnja Glina, Hrv. Kostajnica i Vojnić ovime proglašeni za pobunjeničko područje. 28. siječnja 1991. tzv. Srpsko nacionalno vijeće i Izvršno vijeće SAO Krajine donijeli odluku da se SAO Krajina razdružuje od Republike Hrvatske i ostaje u Jugoslaviji. 15. veljače 1991., Borislav Mikelić, predsjednik Poslovodnog odbora "Gavrilovića", poslije visoki dužnosnik pobunjeničke paradržave, podnio neopozivu ostavku.
15. ožujka Hrvatski naziv na ploči policijske postaje u Topuskom "izaziva" Srbe, pa pripadnici SDS-a traže skidanje ploče.
1. travnja 1991. tzv. Izvršni savjet nacionalnog vijeća SAO Krajine donio Odluku o pripojenju Krajine Republici Srbiji, te da na njenom teritoriju važe zakoni republike Srbije i Ustav SFRJ, a 1. svibnja na konstituirajućoj sjednici "Skupštine SAO Krajine" najavljen referendum o pripajanju Srbiji, 4. svibnja oklopne postrojbe došle u Dvor na Uni, 11. svibnja Ustavni sud Republike Hrvatske proglasio je referendum "SAO Krajine" o pripojenju Srbiji neustavnim, no 16. svibnja tzv. Skupština SAO Krajine donijela jednoglasno Odluku o pripojenju Srbiji.
Pretkraj proljeća i početkom ljeta 1991. JNA je otvoreno pomagala srpske pobunjenike u Hrvatskoj.
8. lipnja pripadnici četničko-terorističkih postrojba,[nedostaje izvor] izvršili su napad na naselja Hrvatsku Dubicu, Bačin, Cerovljane, Predore i okolna mjesta, provodeći teror nad civilnim pučanstvom, pri čemu su ubili više desetaka hrvatskih državljana.
25. lipnja Hrvatski sabor je usvojio Ustavnu odluku o suverenosti i samostalnosti Republike Hrvatske. Zajedno s Hrvatskom neovisnost je proglasila i Slovenija. Istog dana "martićevci" napali Dvor na Uni, a 26. lipnja U ranim jutarnjim satima, u 4.45 sati započinje prva agresija srbočetnika na sisačko-banijskoj regiji napadom naoružanih paravojnih neprijateljskih skupina na policijsku postaju hrvatske policije u Glini, a istog dana pobunjenici u Dvoru proglasili "ratno stanje" i mobiliziranje za JNA. 27. lipnja u Bosanskom Grahovu proglašeno ujedinjenje Bosanske krajine i SAO Krajine i o tome donesena Deklaracija. Tog 26. lipnja počele su pripreme za obranu Topuskog. Ratni zapovjednik hrvatskih snaga bio je Vlado Maričković.
Kad je JNA napala Sloveniju, razmatrala se mogućnost napada Hrvatske na JNA, kao pomoć savezniku Sloveniji. Zapovjednik ZNG-a i ministar obrane general Martin Špegelj zagovarao je neka se poduzme opći hrvatski napad na vojarne JNA, a na sjednici VONS-a poduprio ga je samo Stjepan Mesić. Predsjednik RH Franjo Tuđman odbio je taj prijedlog. On i njegovi istomišljenici bili su uvjereni da vodstvo JNA takvo nešto čeka, čime bi dobilo kvazilegitimitet za napad na Hrvatsku, za koju bi to bilo pogibeljno, s obzirom na to da je bila razoružana predajom oružja Teritorijalne obrane ondašnje SR Hrvatske Jugoslavenskoj narodnoj armiji 23. svibnja 1990.
Srpnja i kolovoza 1991. JNA se sve otvorenije stavlja na stranu velikosrba, upadljivo opstruira svaku akciju hrvatske policije oponašanjem tampon-zone između hrvatske policije i srpkih pobunjenika, premda JNA po zakonu uopće nije imala mandat za te stvari, nego policija. Svaka takva akcija po pravilu je spašavala srpske pobunjenike od poraza, razoružavanja i uhićenja. Na taj je način JNA činila svojevrsni državni udar, jer je ignorirala legalne vlasti države Hrvatske (kako je bila definirana još u SFRJ) a stavljala se na stranu pobunjenika, ometavši rad policije, civilnih vlasti, uz to zloporabivši oružanu silu koju je imala. Tog srpnja i kolovoza velikosrbi proganjaju i ubijaju hrvatsko stanovništvo u petrinjskoj okolici: Hrastovica, Kraljevčani, Hrvatski Čuntić, Bjelovac i druga mjesta.
2. srpnja Napadnuta policijska postaja u Kozibrodu (općina Dvor na Uni).
Prema srpskim izvorima, za trajanja velikosrpske pobune, hrvatske su policijske snage uspjele proći preko područja gvoške općine 4. srpnja i ušle u Topusko. U obranu Topuskog i Viduševca pošla je 3. bojna 2. gbr.
13. srpnja dr Nino Šikić formirao je ratnu bolnicu za pomoć stradalim pripadnicima ZNG-a.
15. srpnja JNA tenkovima napala je postaju ispostave MUP-a RH te Kraljevčane. Stanovnici Hrvatskog Čuntića, Kraljevčana, Dragotinaca i Prnjavora uputile se u zbjeg prema Petrinji. Tijekom zbjega bili su izloženi jakom mitraljeskom i minobacačkom paljbom. Stigli su u Petrinju, gdje je privremeno utočište našlo oko 800 žitelja iz tih sela. Prvi je napad na Topuskog bio ovog dana.
22. srpnja JNA i četnici napali Josipdol.
25. srpnja prometna odsječenost Petrinje sve je veća. Na više je mjesta minirana pruga Sisak Predgrađe - Petrinja - Karlovac, kolodvori oštećeni zbog čega je potpuno prekinut promet tom prugom. Željeznička veza prema Sisku potrajala je do 18. kolovoza. Sutradan, 26. srpnja JNA je drugi put napala u obližnjoj Glini postaju MUP-a RH u Jukincu, dijelu Gline u smjeru Petrinje, nastanjen Hrvatima. Zbog sigurnosti pučanstva i intenziteta napada, MUP i ZNG su se evakuirali preko Rijeke Gline ka G. i D. Viduševcu. Tako je Petrinja ostala okružena i s jugozapadne strane. 29. srpnja Petrinja je ostala neizravnim putem postala dodatno prometno odsječena. Susjedni Sisak odsječen je prema Sunji. Na pruzi Sisak predgrađe - Sunja - Bosanski Novi te Sunja - Novska dolazi do potpunog prekida prometa: pruga je minirana na više mjesta između Sunje i Hrvatske Kostajnice te Šaša i Jasenovca; na više mjesta oštećeni su ili opljačkani elektrotehnički uređaji.
30. srpnja policijska postaja Vojnić izdvojila se iz sastava MUP-a Hrvatske te se uključila u sastav milicije SAO Krajine. Odluku su telefaksom poslali u Policijsku upravu Karlovac.
25. kolovoza sigurnosni uvjeti još su bili takvi da je predsjednik RH Franjo Tuđman mogao obići prvu crtu bojišnice u Peckima kod Petrinje, sam grad Petrinju, Sisak i Hrvatsku Kostajnicu. Organizatori obrane bili su Đuro Brodarac i Ivan Bobetko koji su tad podnijeli izvješće o stanju na bojišnici i organizaciji obrane.
27. kolovoza stiže oružje za obranu nakon pada vojarna iz Bjelovara, Varaždina i Koprivnice.
31. kolovoza JNA napala industrijsku zonu Siska, u neposrednom susjedstvu Petrinje.

## Tijek događaja
26. lipnja počele su pripreme za obranu Topuskog.
U Topuskom je djelovala ratna bolnica, prva ratna bolnica u Domovinskom ratu. Organizirao ju je prim. dr. Nino Šikić, kirurg iz Karlovca. Djelovala je u improviziranim uvjetima. Radila je mjesec i pol dana, do evakuacije. Tijekom rada zbrinula 448 bolesnika i ranjenih branitelja. Ova je bolnica prva po još jednome. Prvi helikopterski transport ranjenika iz okruženja organiziran je baš odavde. Pokrenuta je 13. srpnja.
Velikosrpske snage prvi su put napale Topusko 15. srpnja iz pravca Petrove gore. Napad 16. srpnja rezultirao je ranjavanjem sedmero pripadnika ZNG-a. Isti dana su velikosrbi napali Saborsko i Drežnik Grad. Već 20. srpnja dio hrvatskih prognanika iz topuskog kraja smješten je u Karlovcu. Zbrinjavanje se intenziviralo 30. srpnja.
20. srpnja PU Karlovačka poslala je dva voda policajaca sa zadaćom sudjelovanja u obrani. Zapovijedao im je Franjo Družak.
4. kolovoza skupina pripadnika 110. br. ZNG otišla je u pomoć snagama u Topuskom. Od početka srpnja ovdje su na ispomoć pripadnici 3/2gbr. te pripadnici PU Rijeka i Karlovac. 5. kolovoza iz sastava 110. brigade izdvojena su i poslana 53 borca u obranu Topuskog.
7. kolovoza pobunjeni su Srbi minobacačkom paljbom gađali Topusko, a 8. kolovoza po Topuskom su djelovali iz automatskog oružja. Sklopljeno je primirje, no već 9. kolovoza pobunjenici su opet djelovali po Saborskom i Topuskom.
14. kolovoza pogibija hrvatskih branitelja Topuskog, Zvonko Turković iz Ogulina i Zdravko Palisak iz Ozlja, pripadnici ZNG-a; nova pogibija bila je 19. kolovoza kad su poginuli pripadnici ZNG-a, 110. Karlovačke brigade, Ivica Lucić i Damir Križanić iz Karlovca, a dva su gardista ranjena; 21. kolovoza Topuskog je u četničkom obruču i tog je dana na položaju u blizini Topuskog smrtno stradao Karlovčanin Damir Pintar, a dva su branitelja ranjena.
Topuskog je gađano tijekom noći 23. kolovoza; 27. kolovoza napustile su naselje Topusko postrojbe ZNG-a (obrambeni položaji u okolici, v. Cerovac), veliko zgusnjavanje četničkih snaga u okružju, a hrvatske snage intenzivno rade na nabavi oružja za potrebe obrane.
Najžešći napad bio je 29. i 30 kolovoza. Borbe su bile žestoke i prsa o prsa. Velikosrpske snage bile su višestruko nadmoćnije i bolje naoružane. Hrvatski su branitelji uspjeli tada zadržati obrambenu crtu, bez mrtvih, uz samo 23 ranjena branitelja. Mnogo su života liječnici topuske ratne bolnice. 29. i 30. kolovoza HVIDRA Topuskog obilježava kao svoj dan.
Pretkraj kolovoza 1991. situacija je bivala sve gora. Liječnici i djelatnici ove bolnice su koncem odbili ponuđenu evakuaciju te su s hrvatskim braniteljima ostali sve do zadnjih borba i odluke o zajedničkom povlačenju.
1. rujna U Topuskom se vode teške borbe, osobito oko Viduševca, Gređana i Ponikvara. Poginuo je Tomislav Žgela, a ranjeni Tomo Puškarić i Ivica Mejaški, pripadnici ZNG-a iz Duge Rese. Istog dana velikosrpske snage sprovode napadna djelovanja s desne obale Korane.
11. rujna u borbama za obranu Topuskog poginuo je pričuvni policajac Dragan Brdar iz Vrbovskoga i pripadnik ZNG-a iz Ogulina Antun Porubić.
Topusko je padanjem okolnih hrvatskih mjesta pod velikosrpsku okupaciju postupno dolazilo u sve veće okruženje da je kraj ljeta, u rujnu, dočekalo gotovo potpuno okruženo. Zbog toga je svaki pokušaj ulaska i izlaska iz Topuskom predstavljao smrtnu opasnost. Prema svjedočenjima Ivana Cerovca, preko 20 km bojišnice oko Topuskog nikad nije branilo više od 550 hrvatskih branitelja koji su bili slabo naoružani. Okolnosti su bile da se morao skrbiti za sve, osobito o funkcioniranju i opskrbi vojske te funkcioniranju grada i okolnih sela. Hrvatski su položaji tada bili po okolnim selima, a ne u samom Topuskom nego u okolnim selima. Topusko su branili brojni hrvatski dragovoljci iz Novog Zagreba, Duge Rese, Karlovca,Rijeke, pripadnici 3. bojne 2. brigade, riječki specijalci, hrvatska policija iz Siska i Karlovca i dr.
13. rujna krizni je stožer zapovijedio povlačenje. Put kojim se odredilo povlačenje bila je cesta spasa ka Viduševcu koje je vodila preko Kupe do Zagreba. Evakuacija je uspjela. Desetak staraca odbilo je otići.
Nakon teškog bombardiranja, u rujnu 1991. godine zauzele su ga srpske snage. Zauzele su ga 14. rujna. 
Pobunjeni Srbi pobili su i masakrirali preostale hrvatske starce u njihovim domovima.
Snage ZNG-a i MUP-a povukle su se do kraja 15. rujna.
Nakon početka Domovinskog rata dijeli sudbinu ostalih okupiranih krajeva. Sve preživjelo hrvatsko stanovništvo je prognano, katolički objekti uništeni, a okolna sela posve uništena. Mnoge poznate zgrade u Topuskom poput Vojnog lječilišta ili Blatne kupke sa zgradom lječilišne restauracije su razorene.

## Poslije
Evakuacija je uspjela. Djeci iz Topuskog organizirana je škola na Lošinju. Odrasli iz Topuskog su ostali držati obrambene crte na banovinskom ratištu sve do Oluje. Nakon oslobođenja Topuskog vratilo se 90 posto stanovništva. Središnji spomen križ poginulim braniteljima je kod Općine.
21. travnja 1992. Odlukom vrhovnika Franje Tuđmana i MORH-a počelo je ustrojavanje domobranskih bojna Slunj, Topusko i Ozalj (zapovjednik Mijo Kirinčić).
18. svibnja 1993. izaslanstva vlasti R. Hrvatske i pobunjenih hrvatskih Srba sastala su se u Topuskom i postigla sporazum o obustavi neprijateljstva, koji je trebao stupiti na snagu 20. svibnja.
20. svibnja 1995. u Topusko su stigli dragovoljci iz Srbije i uključili se u postrojbe 21. KK.

## Vanjske poveznice
- Facebook Obrana Topuskog u Domovinskom ratu - predavanje,  Udruga za informatiku TopNet Topusko
- Ivan Cerovac: Ratni dnevnik - Topusko 1991.  Arhivirana inačica izvorne stranice od 14. rujna 2016. (Wayback Machine), pollitika.com
- Obljetnica pogibije Pere Perčević i akcije TOPUSKO   Arhivirana inačica izvorne stranice od 16. rujna 2016. (Wayback Machine), Udruga veterana SJP Alfa Zagreb
- Sjećanje na akciju TOPUSKO  Arhivirana inačica izvorne stranice od 16. rujna 2016. (Wayback Machine), Udruga veterana SJP Alfa Zagreb
- Ratna bolnica Topusko
- Dokumenti srpske proveniencije o Banovini u Domovinskom ratu (obrana Topuskog) predavači dr. sc. Ante Nazor, Tomislav Šulj, Ivan Brigović i Ivan Cerovac  Arhivirana inačica izvorne stranice od 14. rujna 2016. (Wayback Machine), Agencija za odgoj i obrazovanje
- Srpski zločini u Hrvatskoj. Topusko - KA 0017  Arhivirana inačica izvorne stranice od 19. rujna 2016. (Wayback Machine) Lijepa naša domovina Hrvatska

### Videozapisi
Pod pokroviteljstvom Sisačko moslavačke županije HVIDR-a Grada Siska provodi projekt "Obrana Siska u Domovinskom ratu - učimo kroz igru" namijenjen prvenstveno djeci branitelja. Tema: obrana Topuskog:
- YouTube Obrana Topuskog u Domovinskom ratu 1. Nadnevak objavljivanja: 9. srp 2015.
- YouTube Obrana Topuskog u Domovinskom ratu 2. Nadnevak objavljivanja: 9. srp 2015.
- YouTube Obrana Topuskog u Domovinskom ratu 3. Nadnevak objavljivanja: 9. srp 2015.